# The Crown of Toil; a Book of Sonnets
The Crown of Toil; a Book of Sonnets – tomik amerykańskiego inżyniera i poety Wilbura Morrisa Stine’a (1889-1913), opublikowany w 1910 w Filadelfii nakładem oficyny The Acorn Press. Tomik zawiera 120 utworów. Znalazły się w nim między innymi wiersze The Crown of Toil, Ad Astra, Remembered Sorrow i cykle Mutation, In the Beginning i The Prophets.